# Сабанчино (Татарстан)
Сабанчино (тат. Сабанчы) — деревня в Кукморском районе Республики Татарстан, в составе Нырьинского сельского поселения.

## Этимология названия
Топоним произошёл от татарского слова «сабанчы» (пахарь).

## География
Деревня находится на реке Боец, в 21 км к западу от районного центра, города Кукмора.

## История
Деревня Сабанчино (изначально была известна под названием Сабанчи, позже — Аты) упоминается в первоисточниках с 1619 года.
В сословном плане, вплоть до 1860-х годов жители деревни относились к государственным крестьянам. Их основными занятиями в то время были земледелие, скотоводство, скорняжно-шапочный промысел.
По сведениям из первоисточников, в 1859 году в деревне действовала мечеть, в начале XX столетия — мечеть, медресе.
С 1931 года в деревне работали коллективные сельскохозяйственные предприятия.
Административно, до 1920 года деревня относилась к Мамадышскому уезду Казанской губернии, с 1920 года — к кантонам ТАССР, с 1930 года (с перерывом) — к Кукморскому району Татарстана.

## Население
Динамика
По данным переписей, население деревни увеличивалось со 120 душ мужского пола в 1782 году до 690 человек в 1920 году. В последующие годы численность населения деревни уменьшалась и в 2017 году составила 114 человек.
Национальный состав
Согласно результатам переписи 2002 года, в национальной структуре населения села татары составляли 93% из 151 человека.

## Экономика
Племенное скотоводство.

## Социальные объекты
Клуб (с 1957 года). 

## Религиозные объекты
Мечеть (с 1996 года).